# Andrea Navarra
Andrea Navarra (ur. 25 lutego 1971 w Cesenie) – włoski kierowca rajdowy. W 1998 roku był mistrzem Europy.
W 1997 roku Navarra zaliczył swój debiut w rajdach. W 1999 roku zadebiutował w Rajdowych Mistrzostwach Świata. Pilotowany przez Renza Casazzę i jadący Toyotą Celiką GT-Four zajął wówczas 17. miejsce w Rajdu Portugalii i 6. miejsce w grupie N. W 2004 roku jadąc Subaru Imprezą WRC zajął 4. miejsce w Rajdzie Sardynii, najwyższe w swojej karierze w Mistrzostwach Świata. Od 1997 do 2004 roku wystąpił w 15 rajdach w ramach Mistrzostw Świata i zdobył łącznie 8 punktów.
W 1998 roku Navarra odniósł sukces w Mistrzostwach Europy jadąc Subaru Imprezą WRX. Dzięki zwycięstwom w Rally del Ciocco e Valle del Serchio, Rajdzie Cypru i zajęciu 2. miejsc w Mille Miglia, Rajdzie San Marino wywalczył tytuł mistrza Europy wygrywając 1. miejsce podium za rodakiem Andreą Aghinim i Francuzem Philippe'em Bugalskim. Z kolei w 2004 roku Navarra wywalczył swój jedyny tytuł mistrza Włoch, startując Subaru Imprezą WRX. W latach 2002–2004 trzykrotnie z rzędu wygrał szutrowe zawody o mistrzostwo Włoch.

## Występy w mistrzostwach świata
| Rok  | Rajd                               | Pilot                   | Samochód                | Pozycja                          |
| ---- | ---------------------------------- | ----------------------- | ----------------------- | -------------------------------- |
| 1995 | Rajd Portugalii                    | Renzo Casazza           | Toyota Celica GT-Four   | 17. miejsce (6. miejsce w gr. N) |
| 1995 | Rajd Nowej Zelandii                | Renzo Casazza           | Toyota Celica GT-Four   | nie ukończył                     |
| 1995 | Rajd Australii                     | Renzo Casazza           | Toyota Celica GT-Four   | 17. miejsce (8. miejsce w gr. N) |
| 1995 | Rajd Katalonii                     | Renzo Casazza           | Toyota Celica GT-Four   | 8. miejsce                       |
| 1995 | Rajd Wielkiej Brytanii             | Renzo Casazza           | Toyota Celica Turbo 4WD | nie ukończył                     |
| 1996 | Rajd Korsyki (samochody 2-litrowe) | Renzo Casazza           | Subaru Impreza 555      | 7. miejsce                       |
| 1996 | Rajd San Remo                      | Renzo Casazza           | Subaru Impreza 555      | nie ukończył                     |
| 1997 | Rajd Grecji                        | Renzo Casazza           | Subaru Impreza 555      | nie ukończył                     |
| 1997 | Rajd San Remo                      | Alessandro Alessandrini | Subaru Impreza 555      | nie ukończył                     |
| 1997 | Rajd Wielkiej Brytanii             | Alessandro Alessandrini | Subaru Impreza 555      | nie ukończył                     |
| 1998 | Rajd San Remo                      | Renzo Casazza           | Subaru Impreza WRC      | 10. miejsce                      |
| 1999 | Rajd San Remo                      | Simona Fideli           | Ford Escort WRC         | 10. miejsce                      |
| 2000 | Rajd Katalonii                     | Simona Fideli           | Toyota Corolla WRC      | 9. miejsce                       |
| 2000 | Rajd Wielkiej Brytanii             | Simona Fideli           | Toyota Corolla WRC      | nie ukończył                     |
| 2004 | Rajd Sardynii                      | Simona Fideli           | Subaru Impreza WRC      | 4. miejsce                       |
| 2005 | Rajd Sardynii                      | Simona Fideli           | Mitsubishi Lancer Evo 8 | nie ukończył                     |